# Robert Gonçalves Santos
Robert Gonçalves Santos (São Gonçalo, Río de Janeiro; 28 de septiembre de 1996) es un futbolista brasileño que juega como mediapunta aunque de igual forma puede ocupar la posición de delantero centro. Actualmente se encuentra cedido por el Fluminense en el Boavista Sport Club.
Además ha sido internacional con las categorías inferiores de la selección de Brasil.

## Trayectoria

### Fluminense
Se inició en las categorías inferiores del Fluminense, en donde militó durante todas las etapas hasta llegar a los juveniles como una de las grandes promesas de la cantera. Pero durante su etapa juvenil, sufre un accidente de tráfico que produjo un traspié en su progresión. Ya recuperado, siguió avanzando en su formación futbolista, siendo determinante en la escuadra de reserva. El 8 de diciembre de 2013 con 17 años, debuta con el primer equipo en el último encuentro del año ante el E. C. Bahia ingresando en el minuto 66'. Dos años después, anota su primer gol frente al Santos F. C. aunque no sería suficiente pues perderían el partido por 3-1.

### F. C. Barcelona "B"
El 30 de diciembre de 2015, el Fútbol Club Barcelona hace oficial su incorporación al filial azulgrana bajo las órdenes de Gerard López, llega cedido hasta junio de 2016, con la opción de prolongarla por una temporada más.
Cinco meses después, el Barcelona anunciaba que Gonçalves no seguía, ni en el filial ni mucho menos en el primer equipo, pese a haber llegado cedido por un año. El exjugador del Fluminense no había disputado ni un solo minuto en partido oficial. Solo jugó jugó algunos minutos en la Copa Catalunya pero su debut en Segunda B con el Barça B nunca se produjo.
En enero de 2017, el Fluminense cede a Robert Gonçalves al Boavista brasileño, que en 2016 disputó la Serie D del Brasileirao. Gonçalves se estrenará con el conjunto de Saquarema en el Campeonato Carioca, que enfrenta a los principales clubes del estado de Río de Janeiro.

## Clubes
| Club                         | País   | Año               | Partidos | Goles |
| ---------------------------- | ------ | ----------------- | -------- | ----- |
| Fluminense                   | Brasil | 2013 - 2015       | 5        | 1     |
| F. C. Barcelona "B" (cedido) | España | 2015 - 2016       | 0        | 0     |
| Boavista Sport Club (cedido) | Brasil | 2017 - Actualidad | 0        | 0     |

### Estadísticas
| Club                       | Temporada           | Liga  | Liga  | Copa Nacional | Copa Nacional | Internacional | Internacional | Total | Total |
| Club                       | Temporada           | Part. | Goles | Part.         | Goles         | Part.         | Goles         | Part. | Goles |
| -------------------------- | ------------------- | ----- | ----- | ------------- | ------------- | ------------- | ------------- | ----- | ----- |
| Fluminense · Brasil        | 2013                | 1     | 0     | -             | -             | -             | -             | 1     | 0     |
| Fluminense · Brasil        | 2015                | 4     | 1     | -             | -             | -             | -             | 4     | 1     |
| Fluminense · Brasil        | Total               | 5     | 1     | -             | -             | -             | -             | 5     | 1     |
| F. C. Barcelona B · España | 2015-16             | 0     | 0     | -             | -             | -             | -             | 0     | 0     |
| F. C. Barcelona B · España | Total               | 0     | 0     | -             | -             | -             | -             | 0     | 0     |
| Total en su carrera        | Total en su carrera | 5     | 1     | -             | -             | -             | -             | 5     | 1     |